# 奥洛夫医生的邪眼
《奥洛夫医生的邪眼》（西班牙語：Los ojos siniestros del doctor Orloff）是一部1973年的恐怖電影，由傑斯·佛朗哥執導。這是该導演第三部以瘋狂醫生奥洛夫為主角的電影。

## 剧情
梅利莎，一个美丽的年轻女子，夜晚经常遭受重复的噩梦，使她惊恐地醒来。在梦中，她看到自己小时候被一个模糊的人影追赶，当那个人影追上她时，她的腿被血浸湿。自從她十歲時父親被砍死，她变得瘫痪之後，她就一直為這個夢所折磨。
照顧這位年輕女子的親戚聽到奧爾洛夫醫生回來的消息後，請他來給女孩診斷。這位所謂的科學家趁機讓梅利莎屈服於他的意志，並讓她成為他對整個家庭進行血腥報復的執行者。

## 制作
1972年，傑斯·佛朗哥成立了自己的电影制作公司：Manacoa Films。总部设在马德里的Manacoa起初作为一个平台，用于发行他自己的项目，免受外部制片人的干扰，尽管电影审查仍然存在。在这个最初阶段，电影《奥洛夫医生的邪眼》是其中一个最早的作品，尽管在票房上并没有取得很大的影响：有26000名观众观看，总收入为13500欧元。这迫使佛朗哥随后再次与其他制片人联系，以继续制作电影。
"這是我一生中最黑暗的階段之一。一分錢都沒有，一切都錯了，人們工作得非常糟糕。我無法做任何我計劃的事情。"——傑斯·佛朗哥，講述他在拍攝《奥洛夫医生的邪眼》期間的個人處境（Jess Franco, el sexo del hombre. 1999）